# Pozuelo de Calatrava
Pozuelo de Calatrava – gmina w Hiszpanii, w prowincji Ciudad Real, w Kastylii-La Mancha, o powierzchni 99,67 km². W 2011 roku gmina liczyła 3363 mieszkańców.